# Gefängnis in der Stauferkaserne

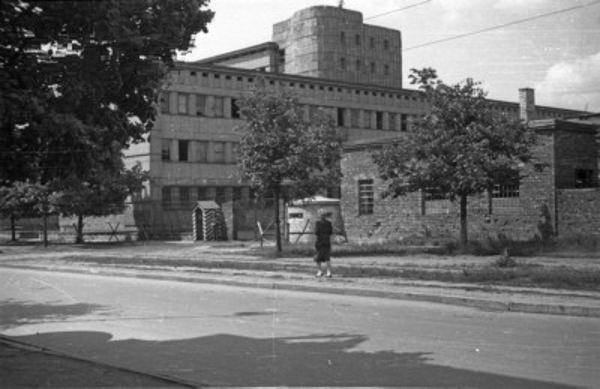
Die SS-Stauferkaserne, ein Blick von der Kazimierzowska-Straße

Das Gefängnis in der Stauferkaserne war ein provisorisches Gefängnis und ein Sammelpunkt für vertriebene Warschauer, das von den Deutschen in der ersten Tagen des Warschauer Aufstandes auf dem Gelände der SS-Stauferkaserne in der Rakowiecka-Straße 4 errichtet wurde. Im August und September 1944 gingen Tausende Bewohner des Warschauer Stadtbezirks Mokotów durch die SS-Stauferkaserne. Sie lebten unter unmenschlichen Bedingungen und wurden ungemein brutal behandelt. Während des Aufstandes fanden hier zahlreiche Hinrichtungen statt, deren Zahl auf mindestens 100 Opfer beziffert wird.

## Errichtung des Gefängnisses
Während der deutschen Besatzung wurde der Gebäudekomplex des Hauptstabs der Polnischen Streitkräfte (Sztab Główny Wojska Polskiego) in der Rakowiecka-Straße 4 im Bezirk Mokotów in Warschau in eine Kaserne – die SS-Stauferkaserne – umgewandelt. Im Zeitpunkt des Ausbruchs des Aufstandes war dort das SS-Panzergrenadier-Ersatz-Bataillon 3 stationierte, zu dem etwa 600 von einer Panzerkompanie unterstützten Soldaten gehörten. Am 1. August 1944 wurde die Kaserne von den Soldaten der Heimatarmee (Armia Krajowa, kurz AK) des Sturmbataillons „Odwet II“ und der Artillerietruppe „Granat“ angegriffen, der Angriff konnte jedoch von der Garnison zurückgeschlagen werden. 
Am Morgen des 2. August begannen SS-Männer aus der Stauferkaserne die Räumung von Mokotów im näheren Umfeld der Kaserne. Die Bewohner in den Straßen: Rakowiecka, Puławska, Kazimierzowska, Rejtana, Wiśniowa, Aleja Niepodległości, Asfaltowa, Opoczyńska und Fałata wurden aus ihren Häusern vertrieben und unter Anwendung von körperlicher Gewalt in Richtung Stauferkaserne getrieben. Bis 20:00 Uhr mussten mehrere hundert Zivilisten im Hof der Kaserne im Regen warten. Die SS-Männer gaben eine Reihe von Schüssen aus  Maschinengewehren über die Köpfe der Gefangenen ab um sie weiter einzuschüchtern. Kommandant in der Kaserne war der SS-Obersturmführer Martin Patz. Patz teilte den Versammelten mit, dass sie als Geiseln festgehalten würden. Sollte der Aufstand innerhalb von drei Tagen nicht beendet werden, würden sie alle erschossen. Darüber hinaus kündigte er an, dass für jeden von Aufständischen getöteten Deutschen, Polen hingerichtet würden. Später wurden Männer von Frauen und Kindern getrennt und die beiden Gruppen wurden in verschiedenen Teilen der Kaserne untergebracht. Die meisten Frauen und Kinder wurden am Abend des nächsten Tages entlassen.
In den nächsten Tagen wurden in der Kaserne weitere Bewohner von Mokotów – vor allem Männer inhaftiert. Die Kaserne wurde in ein provisorisches Gefängnis und einen Sammelpunkt für vertriebene Bewohner dieses Stadtbezirks umgewandelt. Diese Funktion hatte es bis Mitte September 1944, obwohl viele Polen noch bis Anfang Oktober in der Kaserne inhaftiert waren. Nach einem längeren oder kürzeren Aufenthalt wurden die Gefangenen meist ins Durchgangslager 121 Pruszków oder an andere Sammelpunkte gebracht, die von den Deutschen für die vertriebene Bevölkerung Warschaus errichtet wurden.

## Lebensbedingungen der Gefangenen
Die erste Gruppe von Männern wurde erst am nächsten Tag mit Essen und Trinken versorgt, manche erst nach drei Tagen Haft. Ungefähr ab dem 5. August erlaubten die Deutschen polnischen Frauen ihren in der Kaserne inhaftierten Verwandten Essen zu bringen. Mehrmals eröffneten SS-Männer ohne Grund das Feuer auf die polnischen Frauen, die weißen Fahnen mit sich führten. Einige Frauen wurden dabei getötet oder verletzt.
Der ehemalige Häftling, Zbigniew Bujnowicz, erinnerte sich daran, dass die Polen in der Stauferkaserne unter ähnlichen Bedingungen lebten, wie in einem Konzentrationslager. Um 5:30 Uhr gab es eine Weckruf, gefolgt von einem Appell. Danach erhielten die Gefangenen Frühstück, das meist aus 1–2 Zwiebäcke und einem schwarzen Kaffee bestand. Die Häftlingen arbeiteten bis zur Mittagspause um 13:00 Uhr. Als Mittagsessen erhielten sie meistens eine Portion gekochten Brei. Dann arbeiteten sie weiter bis 19:00 Uhr. Danach erfolgte eine Pause in der das Abendessen eingenommen wurde. Danach arbeiteten die Häftlinge bis 2:00 Uhr morgens.
Die inhaftierten Männer mussten schwer arbeiten, u. a. Latrinen mit bloßen Händen reinigen, Barrikaden der Aufständischen niederreißen, Panzer reinigen, Leichen vergraben, Erdarbeiten in der Stauferkaserne ausführen (z. B. Verbindungsgräben ausheben), Straßen reinigen und von den Deutschen geraubte Waren auf Wagen verladen. Viele dieser Arbeiten hatten nur den Zweck, die Häftlingen zu erschöpfen und erniedrigen. Die SS-Männer quälten die Gefangenen bei jeder Gelegenheit. Gewalt stand auf der Tagesordnung.
Strenge Lebens- und Arbeitsbedingungen führten bald zu einer völligen Erschöpfung der Gefangenen und zum Ausbruch einer Ruhrepidemie [12]. Nach einiger Zeit brachte eine Gruppe um den Inspektor des Polnischen Roten Kreuzes, Jan Wierzbicki, die Deutschen dazu, eine Sanitätsabteilung aus polnischen Häftlingen zu bilden. Am Anfang bestand sie aus 16 Mitgliedern, später erreichte ihre Zahl 60 Personen, darunter zwei Ärzte und zwei Krankenschwestern. Die Sanitätsabteilung verfügte über einen eigenen Lastkraftwagen. Neben der Betreuung der Häftlinge der Stauferkaserne leisteten die Sanitäter medizinische Hilfe den Polen in den von den Deutschen besetzten Teilen von Mokotów (vor allem in der Umgebung zwischen der Rakowiecka-Straße und Madalińskiego-Straße). Sie mussten auch Leichen von getöteten Zivilisten und Aufständischen begraben. Den Sanitätern wurde es strikt untersagt, verletzten Polen zu helfen, die der Beteiligung am Aufstand verdächtigt wurden.

## Hinrichtungen in der Stauferkaserne
In der Stauferkaserne wurden während des Warschauer Aufstandes mindestens 100 Bewohner von Mokotów ermordet. Bereits am 3. August (andere Aussagen der Zeugen zeigen das Datum des 4. August) wählten die Deutschen aus den Gefangenen etwa 45 Männer, die dann in Gruppen von 15 Personen herausgeführt und außerhalb der Kaserne erschossen wurden. Unter den Toten war ein orthodoxer Priester, dem SS-Männer vor seiner Hinrichtung zu singen zwangen. Die Leichen wurden im Mokotów-Gefängnis gegenüber der Kaserne vergraben. Den übrigen Häftlingen wurde mitgeteilt, dass diese Hinrichtung die Vergeltung für die mutmaßliche Hinrichtung der 30 Volksdeutschen durch die Aufständischen sei.
Am 4. August wurde eine Gruppe von etwa 40 Männern aus dem Haus an der Ecke Narbutta-Straße und Aleja Niepodległości in die Kaserne gebracht. Alle wurden durch Maschinengewehre im Hof der Kaserne erschossen. Die Verletzten wurden mit Schüssen aus Pistolen ermordet.
In der Kaserne fanden auch häufig einzelne Hinrichtungen statt, die meist der SS-Obersturmführer Patz durchführte. Unter anderem befahl Patz einmal, einen Mann zu erschießen, dessen Gesichtsausdruck (aus gesundheitlichen Gründen) er als Verspottung seiner Person ansah. Als die Häftlingen sich gegen die erschöpfende Arbeit zu widersetzen begannen, hängten die SS-Männer einen von ihnen vor Augen der anderen Kameraden zur Strafe auf. Die Hinrichtung wurde von einem der grausamsten SS-Männer, SS-Rottenführer Franckowiak, geleitet.
Außerdem wurden einige der inhaftierten Männer durch die Geheime Staatspolizei abgeholt; sie verschwanden spurlos. Unter anderem wurden am 9. August etwa 20–40 Gefangene auf diese Weise weggebracht. Zwischen Ende August und Anfang September verschwanden an einem Tag fast 70 Männer. Wahrscheinlich wurden die von der Gestapo abgeholten Personen in den Ruinen des Generalinspektorats der Streitkräften (pol. Generalny Inspektorat Sił Zbrojnych) oder in der Nähe des Kommandeurs der Sicherheitspolizei in der Aleja Szucha ermordet. Die in der Kaserne inhaftierten Frauen wurden als „lebendige Schutzschilde“ vor deutschen Panzern verwendet.
Am 8. August schickte Patz eine Delegation von 100 Frauen an den Kommandeur der Heimatarmee in Mokotów, Oberst „Daniel“, mit einer kategorischen Forderung nach der Kapitulation und drohte damit, dass falls er diese ablehnt, alle in der Stauferkaserne gefangenen Polen erschießen werden. Die Erpressung scheiterte jedoch, weil „Daniel“ drohte, genauso mit den deutschen Häftlingen zu umgehen.

## Nach dem Krieg
Die Gebäude der ehemaligen Stauferkaserne blieben auch nach dem Krieg Sitz des Generalstabs der Polnischen Streitkräften (Sztab Generalny Wojska Polskiego). Der Sitz befindet sich dort bis heute.
Es wurde keine Erinnerungsstätte am Ort des Todes vieler Bewohner von Mokotów errichtet.
1978 begann ein Prozess gegen den SS-Obersturmführer Martin Patz vor Gericht in Köln. Vor allem wurde er wegen der Ermordung von 600 Häftlingen des Gefängnisses in der Rakowiecka-Straße 37 verurteilt (der Mord wurde von zwei Patz unterstehenden SS-Männer am 2. August 1944 durchgeführt). Im Februar 1980 wurde Patz schuldig befunden und zu 9 Jahren Haft verurteilt. Im selben Prozess wurde Karl Misling zu 4 Jahren Gefängnis verurteilt.